# 金堡 (崇禎進士)
金堡（1614年—1680年9月11日）
，字道隱，號衛公，浙江仁和縣（今屬杭州市）人，明末、南明政治人物，崇禎庚辰進士。永曆時官兵科給事中，為陳邦傅等排擠，下獄遣戍。清軍陷桂林後，削發為僧，法名今釋，字澹歸，號性因。

## 生平
明崇禎九年（1636年）丙子科第五十二名舉人，崇禎十三年（1640年）登庚辰科進士，都察院观政，官山東臨清州知州。
明永曆二年（1648年）授官兵科給事中。号称「五虎」之一，以直言敢諫，被稱為虎牙。在《驳何吾驺疏》中痛斥何吾驺、黄士俊：「黄士俊在佟虏坐中见先臣子壮极刑，四十三年状元及第，而不早死真不幸耳。后与吾驺携手同来，为国贼乎？……若叩头养甲，满口老爷，则吾驺之礼义逊让也。臣为太祖高皇帝而骂之，何体面之有？」
永曆四年（1650年）陳邦傅、馬吉翔一同指控金堡為「北人間諜」，遭到錦衣衛的嚴刑拷打，腿部殘廢，被黜戍清浪卫（今贵州省岑巩县境内），因瞿式耜連上七疏營救，留居桂林。
清兵攻陷桂林，金堡即削髮為僧，法名今釋，字澹歸，號性因。清順治九年（明永曆六年，1652年）至廣州，投奔海幢寺的高僧天然禪師。後曾为尚可喜树碑立传《平南王元功垂范》。墓塔在廣東仁化丹霞半山中，雲霧可嘉。

## 著作
工詩，著有《遍行堂集》、《岭海焚余》、《千山剩人禅师语录》、《丹霞澹归禅师语录》等。《晚晴簃诗汇》收其诗作。